# Finian z Moville
Finian z Moville, również Finnian (ur. ok. 493, zm. ok. 579) – jeden z dwunastu apostołów Irlandii, założyciel opactwa w Moville (ok. 540), święty Kościoła katolickiego. Spędził około 20 lat w Szkocji, po powrocie z której założył opactwo.
Ważnym wydarzeniem w jego życiu jest spór ze świętym Kolumbanem Starszym. Święty Finian przywiózł z Rzymu psałterz Cathach, który pokazał Kolumbanowi podczas jego wizyty w Moville. Kolumban zachwycony księgą miał ją w ciągu jednej nocy przepisać. Gdy Finian dowiedział się o tym, zażądał prawa do księgi. Obaj mnisi udali się ze swoją sprawą do króla Diarmaita, który wydał wyrok na korzyść Finiana. Kolumban wypowiedział wojnę Finianowi i Diarmaitowi i w 561 stoczył z nimi zwycięską bitwę pod Coll-Dreverny. Zdobył księgę, jednak kosztem życia wielu ludzi.
Święty Finian uważany jest za osobę, która przyniosła studiowanie Prawa Mojżeszowego do Irlandii.
Jego wspomnienie liturgiczne obchodzone jest 10 września.
Jego domniemane szczątki spoczywają w Moville, w Skull House (Dom Czaszki), mający kształt ula.
Jest patronem prowincji Ulster w Irlandii.